# Scorpaena histrio
Scorpaena histrio är en fiskart som beskrevs av Jenyns, 1840. Scorpaena histrio ingår i släktet Scorpaena och familjen Scorpaenidae. IUCN kategoriserar arten globalt som livskraftig. Inga underarter finns listade i Catalogue of Life.